# Standard Reference Method
Standardni referenční metoda neboli SRM je jeden z několika systémů, který pivovarníci používají k měření barvy piva nebo sladového zrna.

## Popis
Tato metoda zahrnuje použití spektrofotometrie k přiřazení počtu stupňů SRM v závislosti na intenzitě světla, které projde vzorkem. Tato metoda byla přijata v roce 1950 Americkou společností pivovarských chemiků (American Society of Brewing Chemists) jako objektivní způsob měření barvy nezatížené obtížemi systému Lovibond; měření barvy piva ve stupních SRM a stupních Lovibond jsou přibližně stejné a v praxi mohou být zaměnitelné pro hodnocení barvy piva.
Číslo SRM je definováno jako 12,7 násobek absorbance světla o vlnové délce 430 nm procházející zkumavkou se vzorkem o tloušťce 1cm. Vlnová délka 430 nm odpovídá tmavěmodrému světlu, při této barvě světla se od sebe vzorky piva nejvíce liší.
SRM = 12,7 × D × A430
A430 - absorbance světla o vlnové délce 430 nm
D - zředění vzorku deoinizovanou vodou (D=1 pro neředěné vzorky, D=2 pro zředění 1:2)
V Evropě se běžněji používá metoda EBC (European Brewing Convention), která je velmi podobná s metodou SRM.
Mezi SRM a EBC platí vztahy:
SRM = 0,508 × EBC
EBC = 1,97 × SRM
Pro běžné potřeby lze zjednodušit jako přibližný dvojnásobek SRM.